# 菲尔·斯佩克特
菲尔·斯佩克特（英語：Phil Spector，1939年12月26日—2021年1月16日）是一位美国音乐制作人和作曲人，並首創了著名的「音牆」這種音樂制作手法。在事业巔峰期，斯佩克特是1960年代女子音乐组合声音风格的开拓者，在1960年至1965年期间制作了超过25首进入前40位的热门歌曲。其中许多歌曲是他自己，或是与他人合作创作的，演唱的艺人为罗尼特组合及水晶组合等。在1970年代与约翰·列侬、里奥纳德·科恩、迪恩·迪穆奇和雷蒙斯合唱团合作后，八零年代後他退出樂壇。
因斯佩克特对音乐产业的贡献，他于1989年作为非表演者被引入摇滚名人堂，于1997年被引入词曲作者名人堂。他在1965年为正義兄弟合写及制作的歌曲被列为20世纪在美国广播播放次数最多的歌曲。2004年，《滚石》杂志在“史上最伟大的艺人”榜单上将他列为第63位。有三张他制作的专辑被选入《滚石》的“史上最伟大的500张专辑”榜单，分别是（1963）、（1963）和（1991）。
2009年，斯佩克特在2003年枪杀演员拉娜·克拉克森一案中被判为二等谋杀罪並入狱服刑，刑期为19年至无期徒刑。
2021年1月16日，斯佩克特因2019冠状病毒病在狱中逝世。

## 早年
斯佩克特于1939年12月26日出生于一个纽约市布朗克斯下层中产阶级（lower middle-class）的犹太家庭。他的祖父是一位来自俄罗斯（现位于乌克兰境内）的移民，家姓，移民后英语化为。斯佩克特的父亲本（Ben）于1949年4月自杀身亡。1953年，他的母亲带着全家搬到加州洛杉矶生活。

## 职业生涯
学会弹吉他后，斯佩克特在就读的洛杉矶福尔法克斯高中的才艺秀上演唱了歌曲。他和三位高中朋友组建了一个叫泰迪熊（the Teddy Bears）的组合。在此期间，唱片制作人斯坦·罗斯（Stan Ross）开始教授斯佩克特音乐制作，并对他的制作风格产生了重要影响。1958年，泰迪熊组合录制了斯佩克特创作的歌曲，得到了与时代唱片公司的合同。随后录制的一首歌同样由斯佩克特创作，在发行后于1958年12月1日在告示牌百强单曲榜上登顶第一，并在年末售出超过一百万张。泰迪熊组合接着发行了几张唱片，包括一张专辑，但没有进入美国销量的前100位；该组合于1959年解散。
在泰迪熊组合解散后，斯佩克特的事业重心从作曲演唱转为制作。1961年末，他与莱斯特·希尔创建了一个新唱片公司名叫菲利斯唱片。斯佩克特参与制作的艺人在六十年代取得了一系列成功，包括罗尼特组合、水晶组合、正义兄弟等，发行了许多热门歌曲。他的单声道录音技术常包含交响乐队，制造出的声音风格辨识度很高。罗尼特组合1963年的歌曲被视为实现了声墙技术的终极曲目，在公告牌单曲榜上达到第二位，日后被视为史上最伟大的流行唱片之一。1966年，斯佩克特为菲利斯唱片签下夫妻组合艾克與蒂娜·透娜，并录制了单曲。他认为该单曲是自己最好的作品，但它在美国榜单上只达到了第88位。随后斯佩克特隐退，暂时不出现在公众的视野中。1967年，他在影片《逍遥骑士》中出演了一个毒贩。
1969年，斯佩克特与A&M唱片签了一个制作合同，重返乐坛，凭借歌曲进入公告牌单曲榜前一百。1970年，披头士乐队的经理人艾伦·克莱恩把斯佩克特带到英格兰。他制作了约翰·列侬个人的热门单曲后，受列侬和乔治·哈里森邀请把披头士录音期的材料制作为一张专辑。他改变了很多歌曲的编曲和声音效果，加入了自己的制作风格，最终的成果为专辑，在英美两国的排行榜上登顶，也是披头士发行的最后一张专辑。他对其中的歌曲的处理引起了创作者保罗·麦卡特尼的强烈不满，后者在2003年促使了专辑的发行。该“裸露版”去除了斯佩克特的处理，呈现了专辑的原本效果。
列侬和哈里森对斯佩克特的制作效果感到满意，在单飞后继续与他合作。1971年，他出任了披头士创建的苹果唱片公司部门的主管。斯佩克特参与制作了列侬个人生涯中的不少专辑和单曲，包括、和等。哈里森的个人首张专辑由斯佩克特担任制作人，在英美两地的专辑榜登顶，并获得了格莱美年度最佳专辑的提名。他参与制作的哈里森专辑赢得了1973年的格莱美年度最佳专辑奖。1974年，他在遭遇了两起严重车祸后幸存。

## 影响
斯佩克特经常被称为音乐界作者论的第一人。他不仅是制作人，也是创作方面的总指挥。他创作或选取音乐素材，指导歌手和乐手，监管编曲，策划整个录制过程的方方面面。他为艺术摇滚这一流派的发展铺平了道路，并在一定程度上启发了如梦幻流行、瞪鞋摇滚、噪音音乐等类型。
将斯佩克特列为自己影响的音乐人数量众多，来自各个年代和流派，包括披头士乐队、海滩男孩和地下丝绒等，还有后辈的制作人布莱恩·伊诺、托尼·维斯康蒂等。布鲁斯·斯普林斯汀在录制歌曲时效法了斯佩克特的声墙技术。海滩男孩的核心布赖恩·威尔逊在60年代评价他为“……影响力最大的一个制作人。他是超越时代的，无论何时进入录音室就能制造出里程碑来”。
斯佩克特是少数几个在连续三个十年中制作出冠军唱片的制作人（1950年代、60年代和70年代），其他取得这一成就的人为昆西·琼斯、乔治·马丁、迈克尔·欧马蒂安和吉米·吉姆与特里·李维斯。

## 私生活
斯佩克特的第一任妻子是安内特·梅拉尔（Annette Merar），是60年代他组建并担任制作人的一个三人流行组合的主唱。他的第二任妻子是维罗尼卡·班内特（Veronica Bennett），她日后更广为人知的名字叫罗妮·斯佩克特。罗妮是著名女子组合罗尼特组合的主唱，该组合也是由斯佩克特担任经理人和制作人的。他们的婚姻维持了六年，自1968年至1974年。他们收养了三个孩子，分别为唐特（Donté）及双胞胎兄弟路易斯（Louis）和加里（Gary）。2003年，唐特和加里声称自己在小时候曾遭到虐待。
1980年代，斯佩克特与当时的女友贾妮斯·扎瓦拉（Janis Zavala）生了一对双胞胎：妮科尔·奥黛丽·斯佩克特（Nicole Audrey Spector）和小菲利普·斯佩克特（Phillip Spector, Jr.）。小菲利普于1991年12月25日因白血病去世。
2006年9月1日，斯佩克特与第三任妻子瑞切尔·肖特（Rachelle Short）成婚。

## 谋杀案
2003年2月3日，演员拉娜·克拉克森被发现死在斯佩克特位于加州阿罕布拉的宅邸中。她的尸体倒在一张椅子上，唯一的枪伤位于口部，破碎的牙齿散落在地毯上。斯佩克特对一份杂志说克拉克森的死是一次“意外的自杀”，她“亲吻了枪口”。他的司机阿德里亚诺·德·索扎（Adriano de Souza）打了紧急电话，引用斯佩克特说的话：“我觉得我杀了个人。”司机还指出他看见斯佩克特从房子的后门出来，手里拿着枪。
斯佩克特在等待审判期间因一百万保释金而继续享有人身自由。审判开始于2007年3月19日，法官允许整个过程被电视拍摄下来。辩方专家李昌鈺因藏匿对斯佩克特不利的关键证据而遭到指责。2007年9月26日，法官宣布因陪审团无法达成一致而造成审判无效。斯佩克特的二等谋杀案重审开始于2008年10月20日，这一次没有被拍摄下来。2009年4月13日，陪审团裁决为“有罪”。斯佩克特立即被拘押，并于2009年5月29日正式获刑19年至无期徒刑。2021年1月16日，他在加州州立监狱服刑期間，因2019冠状病毒病的併發症，在送往醫院後去世。

## 延伸阅读
- Ribowsky, Mark. He's a Rebel: The Truth About Phil Spector – Rock and Roll's Legendary Madman; ISBN 0-306-81471-4
- Wolfe, Tom. "The First Tycoon of Teen"—magazine article reprinted in Wolfe, The Kandy-Kolored Tangerine-Flake Streamline Baby, ISBN 0-553-38058-3; and in Back to Mono liner notes
- Emerson, Ken. Always Magic in the Air: The Bomp and Brilliance of the Brill Building Era; ISBN 0-670-03456-8
- Baker, James Robert. Fuel-Injected Dreams; ISBN 0-452-25815-4; novel whose central character is reportedly based on Spector